# Felip Ferrer i Vert
Felip Ferrer i Vert (1880 - Barcelona, 20 de desembre de 1956) fou un taxidermista i naturalista català.
Propietari d'un establiment de taxidèrmia a la Plaça Reial de Barcelona, va estar molt vinculat a la Institució Catalana d'Història Natural de la qual fou president el 1909. Va col·laborar en l'elaboració de la Geografia General de Catalunya, concretament en l'apartat del rèptils.
Mor a Barcelona al carrer Rosal, 37, 2-2, a l'edat de 76 anys.